# Mathurin de Chacus
Mathurin de Chacus est un opérateur économique béninois. Il est depuis le 25 août 2018 le président de la fédération béninoise de football (FBF). Depuis le vendredi 12 mars 2021 lors de la 43e Assemblée générale ordinaire et élective de la Confédération africaine de football (CAF) qui s'est tenue à Rabat, il est élu membre du conseil de la Fédération internationale de football association (FIFA).

## Biographie
Mathurin de Chacus est né le 9 novembre 1958 à Cotonou plus précisément à Tokpa Hoho communément appelé Gbogbanou. Il grandit à Attakè à Porto-Novo. Issu d'une famille de férus de ballon rond, il se lance dans le football très tôt. Grâce à son père Edmond de Chacus, directeur financier du club de la capitale, Étoile sportive de Porto-Novo, il fait ses premiers pas dans le football  au Cemg d'Adjarra dans l'actuel stade Charles de Gaulle (dont il est le propriétaire) où il joue d'abord comme attaquant puis défenseur dans le club des onze petits pelés. En 1989, il lance OFMAS international, une entreprise de BTP de plus de 1500 employés grâce à laquelle il fera fortune. Un peu comme dans les traces de son père, il devient en 2011  président du club de football les Dragons de l’Ouémé, après en avoir été le principal donateur et parrain pendant plus de dix ans,,,,,,,.

## Entrée et élection à la tête de la FBF
Mathurin de Chacus  fait son entrée la Fédération béninoise de Football en 2011 comme vice-président. En plus de cette casquette de VP, est fait  commissaire au match pour les compétitions interclubs de la Confédération africaine de football. Le 25 août 2018 après moult tractations, il est élu à la tête de la Fédération béninoise de Football avec un peu plus de 73% des suffrages.

## Membre du conseil de la FIFA
Lors de la 43ème Assemblée générale élective qui s'est tenue au Maroc et à l’issue de laquelle, le milliardaire Sud-africain Patrice Motsepe est élu 8ème président de l’institution, Mathurin de Chacus se voit quant à lui élire membre du conseil de la même institution,.